# Greatest Hits: The Ultimate Video Collection
Greatest Hits - The Ultimate Video Collection es el último vídeo en formato físico de la banda estadounidense de rock Bon Jovi, que se publicó días antes de su recopilatorio Greatest Hits. Contiene diecisiete videos musicales y otras diecisiete versiones en vivo de esos temas grabados de varios conciertos. La mayor parte de estos vídeos ya se habían publicado anteriormente. El DVD se presenta en un formato de 16:9 "Pillorbox" e incluye el audio de sonido Dolby Digital 5.1 Surround. Stephen Thomas Erlewine del sitio Allmusic le dio cuatro estrellas de cinco.

## Lista de canciones

### Videos musicales
1. «Livin' on a Prayer»
2. «You Give Love a Bad Name»
3. «In These Arms»
4. «Bad Medicine» (segunda versión)
5. «Born to Be My Baby»
6. «I'll Be There for You»
7. «Lay Your Hands on Me»
8. «It's My Life»
9. «Always» (Band-only version/Single Edit)
10. «Wanted Dead or Alive»
11. «Bed of Roses»
12. «Who Says You Can't Go Home»
13. «Have a Nice Day»
14. «We Weren't Born to Follow»
15. «What Do You Got?»
16. «Keep the Faith»
17. «Blaze of Glory»

### Interpretaciones en vivo
1. «Livin' on a Prayer» (de Live at Madison Square Garden)
2. «You Give Love a Bad Name» (de Live from London)
3. «In These Arms» (de Live at Madison Square Garden)
4. «Bad Medicine» (de Live from London)
5. «Born to Be My Baby» (de This Left Feels Right Live)
6. «I'll Be There for You» (de The Crush Tour)
7. «Lay Your Hands on Me» (de This Left Feels Right Live)
8. «It's My Life» (de Live at Madison Square Garden)
9. «Always» (de Live at Madison Square Garden)
10. «Wanted Dead or Alive»  (de Lost Highway: The Concert)
11. «Bed of Roses» (de This Left Feels Right Live)
12. «Who Says You Can't Go Home» (de Lost Highway: The Concert)
13. «Have a Nice Day» (de Live at Madison Square Garden)
14. «We Weren't Born to Follow» (de Live from London O2 Rooftop Gig)
15. «What Do You Got?»  (de Live from Peru)
16. «Keep the Faith» (de Live from London)
17. «Blaze of Glory» (de Live at Madison Square Garden)

- Fuente:[3][4][2]

## Personal
| - Larry Alexander - ingeniería - Howard Benson - producción - David Bergman - fotografía - Bon Jovi - artista principal - Jon Bon Jovi - composición, producción, voz - Tony Bongiovi - producción - David Bryan - teclado - Desmond Child - composición - Bob Clearmountain - mezcla - Peter Collins - producción - Anton Corbijn - fotografía - Luke Ebbin - producción - Bruce Fairbairn - producción - Steve Glassmeyer - composición - Eugene Mayo Golden - composición - Olaf Heine - fotografía - Jeff Hendrickson - ingeniería - Rob Jacobs - ingeniería - Brett James - composición - Doug Joswick - producción - George Karak - composición - Herbie Knott - fotografía - Danny Kortchmar - producción - Scott Litt - ingeniería - Chris Lord-Alge - mezcla - Bob Ludwig - masterización | - George Marino - masterización - Max Martin - composición - Wood Newton - composición - Obie O'Brien - ingeniería - Mike Polotnikoff - ingeniería - Lance Quinn - producción - Kevin Reeves - masterización - Bob Rock - ingeniería - Jeff Rothschild - ingeniería - Richie Sambora - composición, guitarra, producción, coro - Mark Seliger - fotografía - John Shanks - composición, producción - Kevin Shirley - ingeniería - M. Skloff - composición - Tico Torres - batería, percusión - Kevin Westenberg - fotografía - Jeremy Wheatley - mezcla |

Fuente:

## Listas y certificaciones
| Conteo (2010)                       | Posición |
| ----------------------------------- | -------- |
| Argentine Music DVDs Chart          | 1        |
| Australian Music DVDs Chart         | 2        |
| Austrian Music DVDs Chart           | 2        |
| Belgian Music DVDs Chart (Flanders) | 5        |
| Belgian Music DVDs Chart (Wallonia) | 9        |
| Czech DVDs Chart                    | 10       |
| Dutch Music DVDs Chart              | 5        |
| Finnish Music DVD Chart             | 4        |
| Italian Music DVDs Chart            | 8        |
| New Zealand Music DVDs Chart        | 2        |
| Portuguese DVDs Chart               | 4        |
| Spanish Music DVDs Chart            | 6        |
| Swedish Music DVDs Chart            | 5        |
| Swiss DVDs Chart                    | 8        |

| Lista (2010)                | Posición |
| --------------------------- | -------- |
| Australian Music DVDs Chart | 5        |

| País                  | Certificación | Ventas por certificado |
| --------------------- | ------------- | ---------------------- |
| Australia (ARIA)      | 3× Platino    | 30.000                 |
| Brasil (PMB)          | Oro           | 25.000                 |
| Nueva Zelanda (RIANZ) | Platino       | 5000                   |